# 居辺川
居辺川（おりべがわ）は、北海道十勝総合振興局管内を流れる十勝川水系利別川支流の一級河川である。地名語源は、アイヌ語のウル・ペッ（丘の川）から。

## 地理
北海道河東郡上士幌町の士幌台地に源を発し、押帯（おしょっぷ）台地を居辺断層に沿い東に流れる。河東郡士幌町東部を経て中川郡池田町北部で利別川に合流する。

## 流域の自治体
北海道
河東郡上士幌町、士幌町、中川郡池田町

## 支流
- 精進川
- 北門川
- 開成川
- サンケオルベツ川
- 鷹栄川
- 更生三の沢川
- 更生二の沢川
- 一の沢川
- 新盛川
- 二の沢川
- イショップ川
- 三の沢川
- 四の沢川
- ワッカクンネップ川
- 増田沢川
- 松本の沢川
- 旭川
- 山路の沢川
- 森の沢川
- 常盤五号川
- 武田の沢川

## 主な橋梁
- 居辺橋（北海道道660号居辺本別線）
- 居辺橋（北海道道134号本別士幌線）
  - （上流と下流に同名の橋がある。）
- 居辺大橋（北海道道496号下居辺高島停車場線）

## 周辺
- 道の駅しほろ温泉

## その他
- 平成15年台風第10号による増水洗堀で当川に架かる北海道道660号居辺本別線の居辺橋取付道路の路体が流失し、通りかかったワゴン車と運送事業者のトラックが転落して、ワゴン車の5名が死亡する事故が発生している。[1]